# Philomela

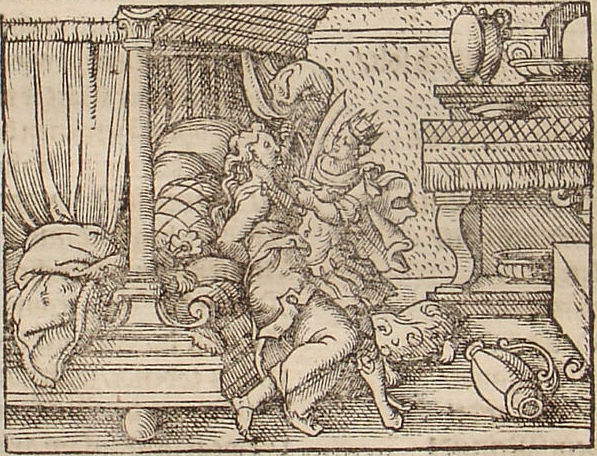
Violul lui Philomela săvârșit de Tereus, gravat de Virgil Solis pentru o ediție din 1562 a operei lui Ovidiu, Metamorfoze (Cartea VI, 519-562).

Philomela ( /ˌfɪləˈmiːlə/ ) sau Philomel (/ˈfɪləˌmɛl/; greacă: Φιλομήλη, Philomēlē ) este un personaj minor al mitologiei grecești și este adesea invocată ca un simbol direct și emblematic în operele literare, artistice și muzicale din canonul occidental.
Este cunoscută ca fiind „prințesa Atenei” și cea mai tânără dintre cele două fiice ale lui Pandion I, regele Atenei, și Zeuxippe. Sora ei, Procne, a fost soția regelui Tereus al Traciei. În timp ce mitul are mai multe variații, consensul general este că Philomela, după ce a fost violată și mutilată de soțul surorii ei, Tereus, se răzbună, iar mai apoi se transformă într-o privighetoare (Luscinia megarhynchos), o pasăre migratoare care provine din Europa și sud-vestul Asiei și care este foarte apreciată pentru cântecul său. Din cauza violenței asociate cu acest mit, cântecul privighetorii este adesea considerat o lamentare plină de tristețe. În natură, doar masculii acestei specii cântă de fapt, femelele fiind mute.
Ovidiu și alți scriitori au considerat (fie fantezist, fie greșit) că etimologia numelui ei este „iubitor de cântec”, derivat din grecescul φιλο- și μέλος („cântec”) în loc de μῆλον („fruct” sau „oaie”). Numele înseamnă de fapt „iubitor de fructe”, „iubitor de mere”  sau „iubitor de oi”. 

## Povestea lui Philomela în mit
În prezent, cea mai amplă variantă a poveștii lui Philomela, Procne și Tereus poate fi găsită în Cartea VI a Metamorfozelor, lucrare a poetului roman Ovidiu (Publius Ovidius Naso) (43 î.Hr. - 17/18 d.Hr.) unde povestea ajunge la forma ei finală în timpul antichității.  Există posibilitatea ca Ovidiu să se fi bazat pe sursele grecești și latine disponibile în epoca sa, cum ar fi Biblioteca lui Pseudo-Apollodorus (sec. II î.Hr.),  sau pe surse care nu mai există, ori există astăzi doar în fragmente - în special drama tragică a lui Sofocle, Tereus (sec. V î.Hr.).   
Potrivit lui Ovidiu, în al cincilea an al căsătoriei lui Procne cu Tereus, regele Traciei și fiul lui Ares, Procne l-a rugat pe soțul ei să îi permită să meargă la Atena pentru a-și vedea sora, sau să o lase pe sora ei să vină în Tracia.  Tereus a fost de acord să călătorească la Atena și să o aducă pe sora ei, Philomela, în Tracia. Regele Pandion al Atenei, tatăl lui Philomela și al lui Procne, s-a arătat reticent să-și lase fiica să părăsească locuința și să iasă de sub protecția sa, și i-a cerut lui Tereus să o protejeze ca pe propria lui fiică. Tereus acceptă. Cu toate acestea, Tereus a dorit-o pe Philomela de când a văzut-o pentru prima dată, iar acea dorință a crescut în timpul călătoriei de întoarcere în Tracia.

„Violul lui Philomela săvârșit de Tereus”, cartea 6, placa 59. Gravată de Johann Wilhelm Baur pentru o ediție din 1703 a Metamorfozelor lui Ovidiu

Ajunși în Tracia, el a forțat-o pe aceasta într-o cabană sau colibă în pădure și a violat-o. După agresiune, Tereus a amenințat-o, sfătuind-o să nu spună nimănui ce s-a întâmplat. Philomela a fost sfidătoare și l-a mâniat pe Tereus. În furia lui, el i-a tăiat limba și a abandonat-o în cabană. În Metamorfozele lui Ovidiu, Philomela are un discurs sfidător unde aceasta promite răzbunare pentru crima diabolică la care a fost supusă și face referire la vocea sa „îndoliată” care are forța de a muta pietre. În finalul discursului, aceasta imploră raiul să o audă, și pe Dumnezeu să îi accepte rugăciunile.
 Neputând să vorbească din cauza rănilor sale, Philomela a țesut o tapiserie prin care să își spună povestea și i-a trimis-o lui Procne.  Procne s-a înfuriat și, dorind răzbunare, și-a ucis fiul pe care îl avea cu Tereus, Itys (sau Itylos), l-a fiert și i l-a servit la masă soțului ei. După ce Tereus l-a mâncat pe Itys, surorile i-au prezentat capul retezat al fiului său, iar el a realizat că aceasta a fost o conspirație și că tocmai a consumat o masă canibalistică. A înșfăcat un topor și a început să le urmărească pe cele două surori cu intenția de a le ucide. Acestea au fugit, dar aproape au fost prinse de Tereus la Daulia, în Phocis. Din disperare, ele s-au rugat ca zeii să le transforme în păsări pentru a reuși să scape de furia și răzbunarea lui Tereus. Zeii au transformat-o pe Procne într-o rândunică și pe Philomela într-o privighetoare. Ulterior, zeii l-au transformat pe Tereus într-o pupăză.

### Variante ale mitului

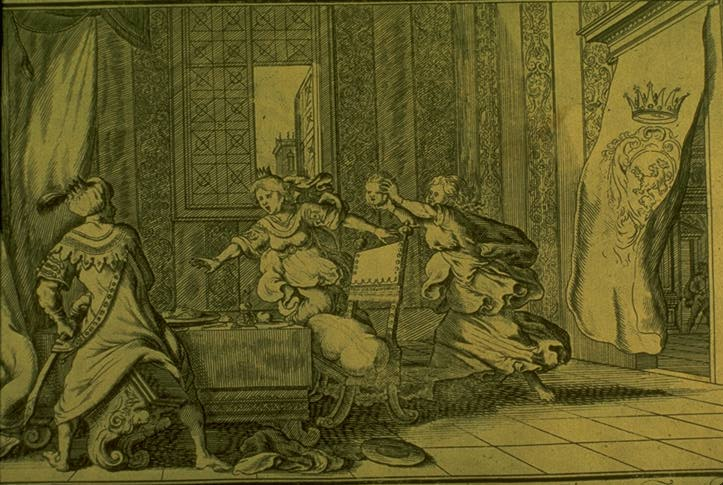
Imagine care le prezintă pe Philomela și Procne în momentul în care îi arată lui Tereus capul retezat al fiului său, Itys, gravată de Baur pentru o ediție din 1703 a Metamorfozelor lui Ovidiu (Cartea VI: 621–647)

În mod obișnuit, miturile din antichitate pot suferi modificări de-a lungul timpului sau alte variante ale mitului pot apărea.   În cazul poveștii lui Philomela, majoritatea variantelor diferă în ceea ce privește care dintre surori a devenit privighetoare sau rândunică, și în ce fel de pasăre a fost transformat Tereus. Încă de laMetamorfozele lui Ovidiu, s-a considerat că Procne a fost transformată într-o privighetoare, iar Philomela într-o rândunică.  Cuvântul „epops”, folosit de autor pentru descrierea lui Tereus, a fost în general tradus ca pupăză (denumire științifică: Upupa epops ). Întrucât multe dintre sursele timpurii nu mai există, sau există doar fragmente ale acestora, versiunea mitului lui Ovidiu a fost cea mai trainică și a influențat majoritatea operelor recente.
Sursele grecești timpurii spun că Philomela a fost transformată într-o rândunică, o pasăre care nu cântă, în timp ce Procne se transformă într-o privighetoare, o pasăre care cântă o melodie frumoasă, dar tristă și plină de regrete.  Surse ulterioare, printre care Ovidiu, Hyginus și Biblioteca lui Pseudo-Apollodorus, iar în literatura modernă, poeții romantici englezi precum Keats, scriu că, deși nu mai avea limbă, Philomela a fost transformată într-o privighetoare, iar Procne într-o rândunică. În versiunea lui Eustathius, surorile sunt inversate, astfel încât Philomela este cea căsătorită cu Tereus și Tereus o dorește pe Procne. 
Este important de menționat că în taxonomie și nomenclatura binară numele de gen al lăstunilor (păsările cu o mărime a corpului mai mare din genul Hirundinidelor) este Progne, o formă latinizată a numelui Procne. Alte genuri înrudite care sunt denumite după mit includ lăstunul de stâncă Ptyonoprogne și hirundinida Psalidoprocne. Întâmplător, deși de obicei în artă și literatură este prezentată femela privighetoare și cântecul acesteia, femela speciei nu cântă - masculul speciei este cel care își cântă melodia caracteristică.  
Într-o relatare timpurie, Sofocle a scris că Tereus a fost transformat într-o pasăre cu plisc mare (mulți traducători asociind această descriere cu șoimul)  , în timp ce o serie de povestiri și alte lucrări (inclusiv comedia antică a lui Aristofan, Păsările) susțin că Tereus a fost transformat de fapt în pupăză.   Diferite traduceri ulterioare ale operei lui Ovidiu afirmă că Tereus a fost transformat în alte păsări, diferite de șoim și pupăză, cum ar fi traducerile lui Dryden și Gower care fac trimitere la nagâț.
Mai mulți scriitori omit detalii importante ale poveștii. Potrivit lui Pausanias, Tereus a regretat atât de mult ce i-a făcut lui Philomela și Itys (acțiunile sale nu sunt descrise) încât s-a sinucis. Apoi apar două păsări în timp ce femeile îi lamentează moartea.  Multe surse ulterioare omit în totalitate mutilarea lui Philomela săvârșită de Tereus atunci când i-a tăiat limba. 
Potrivit lui Tucidide, Tereus nu era regele Traciei, ci mai degrabă acesta provenea din orașul Daulia din Phocis, oraș în care locuiau traci. El invocă drept dovadă faptul că poeții care menționează privighetoarea se referă la aceasta ca fiind o „pasăre Dauliană”.  Se crede că Tucidide a scris despre acest mit în faimoasa sa lucrare despre Războiul Peloponesiac deoarece în piesa de teatru a lui Sofocle miticul Tereus este confundat cu domnitorul contemporan Teres I al Traciei. 

### Elemente împrumutate din alte mituri și povești
Povestea lui Philomela, Procne și Tereus este influențată într-o mare măsură de tragedia pierdută a lui Sofocle, Tereus. Jenny Marsh susține că Sofocle a împrumutat anumite elemente ale poveștii din drama lui Euripide, Medea - și anume, o soție care și-a ucis copilul într-un act de răzbunare împotriva soțului - și le-a încorporat în tragedia sa Tereus. Ea sugerează că pruncuciderea lui Itys nu a apărut în mitul lui Tereus până la piesa de teatru a lui Sofocle și că acesta fost introdus din cauza a ceea ce a fost împrumutat de la Euripide. 
Este posibil ca temele sociale și politice să se fi împletit cu povestea pentru a crea un contrast între atenienii care se considerau pe ei înșiși ca fiind puterea hegemonică din Grecia și poporul civilizat dintre popoarele grecești, și tracii care erau considerați a fi o „rasă barbară”.    Este posibil ca aceste elemente să fi pătruns în piesa lui Sofocle, Tereus, și alte opere ale lui vremii.

## Apariții în canonul occidental
Mitul lui Philomela a fost folosit în diferite creații - artistice și literare - în ultimii 2.500 de ani.   De-a lungul secolelor, mitul a fost asociat cu imaginea privighetorii și a cântecului său care este descris ca fiind extrem de frumos, dar și plin de durere. Utilizarea continuă a imaginii în lucrări artistice, literare și muzicale a consolidat această asociere.

### Din antichitate și influența lui Ovidiu

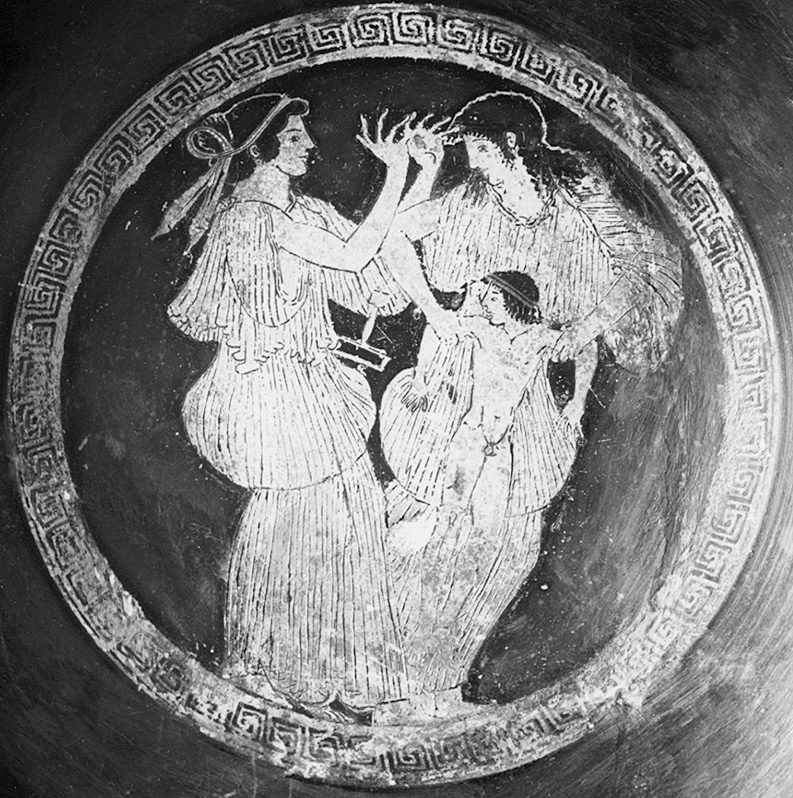
Imagine de pe o cupă de vin din Attica, circa 490 î.Hr., înfățișându-le pe Philomela și Procne care se pregăteau să îl omoare pe Itys. (Musée du Louvre, Paris)

Începând cu Odiseea lui Homer,  diverși dramaturgi și poeți antici au evocat povestea lui Philomela și a privighetorii în lucrările lor.  Printre cele mai notabile, această poveste se află în centrul tragediei lui Sofocle, Tereus (pierdută, există doar fragmente), iar mai târziu într-un set de piese de teatru ale lui Philocles, nepotul marelui dramaturg Eschil. În opera Agamemnon a lui Eschil, proroaca Casandra are o viziune premonitorie a propriei morți în care menționează privighetoarea și pe Itys, lamentându-se: 
Vai, vai, nu-mi aminti ursita

privighetorii cu atât de gingaș viersul!

Zeii au plămădit în jurul ei

un trup înaripat;

fără plânsetele sale

traiul său ar fi nespus de dulce.

 În Poetica, Aristotel folosește „vocea navei” din tragedia lui Sofocle Tereus ca un exemplu de procedeu poetic care ajută în „recunoașterea” - schimbarea de la ignoranță la cunoaștere - a ceea ce s-a întâmplat anterior în poveste. Un astfel de procedeu, potrivit lui Aristotel, este „născocit” de poet, și astfel devine „lipsit de valoare artistică".  Legătura dintre cântecul privighetorii și poezie este evocat de Aristofan în comedia sa Păsările, și în poeziile lui Callimah. Poetul roman Virgil compară jelirea lui Orfeu pentru Euridice cu „lamentarea privighetorii”.
În timp ce varianta mitului care îi aparține lui Ovidiu este versiunea mai faimoasă a poveștii, acesta a avut mai multe surse antice pe care s-a bazat înainte de a termina Metamorfozele în anul 8 d. Hr.  Multe dintre aceste surse au fost, fără îndoială, disponibile pentru Ovidiu în timpul vieții sale, dar s-au pierdut de-a lungul timpului sau pot fi găsite în prezent doar în fragmente. În versiunea sa, Ovidiu a prelucrat și a combinat multe elemente din aceste surse antice. Deoarece versiunea sa este cea mai amplă și trainică versiune a mitului, aceasta se află la baza multor lucrări scrise ulterior.
În secolul al XII-lea, francezul trouvère (trubadur) Chrétien de Troyes, a adaptat multe dintre miturile povestite în Metamorfozele lui Ovidiu în franceza veche. Cu toate acestea, de Troyes nu a fost singurul care s-a folosit de opera lui Ovidiu. Geoffrey Chaucer a relatat povestea în lucrarea sa neterminată Legenda femeilor cinstite  și a făcut aluzie la mit în Troilus și Cresida. John Gower a inclus povestea în opera sa Confessio Amantis. Referirile la mitul lui Philomela pot fi găsite frecvent în motetele epocilor muzicale ars nova, ars subtilior și ars mutandi de la sfârșitul secolului al XIV-lea și începutul secolului al XV-lea. 

### În Anglia elisabetană și iacobiană
De-a lungul perioadei Renașterii târzii și a epocii elisabetene, imaginea lui Philomela și a privighetorii încorpora elemente de jale și frumusețe după ce a fost asociată cu un act de violență. În lungul poem „The Steele Glas” (1576), poetul George Gascoigne (1535-1577) o înfățișează pe „Philomel” ca fiind reprezentanta poeziei (Poesys), pe sora ei Progne ca satiră (Satyra), iar pe Tereus drept „vayne Delight. "  Caracterizarea lui Philomela și a privighetorii a fost aceea a unei femei care a ales să-și exercite voința cu scopul de a-și recupera vocea, și care a înfruntat forțele ce încercau să o reducă la tăcere. Criticii au considerat că decizia lui Gascoigne de a utiliza mitul reprezintă un atac personal și, de asemenea, că el luptă cu ajutorul versurilor într-o bătălie cu dușmanii săi care au respins violent poeziilor sale.   În poezia sa „The complaynt of Philomene” (1576), mitul este folosit pentru a înfățișa pedeapsa și controlul. 
În „ Răspunsul nimfei către păstor ”, Walter Raleigh (1554-1618) folosește expresia „timpului vindecă toate rănile” ca o consolare pentru ciobanul care a fost respins de nimfă, menționând în a doua strofă (printre mai multe exemple) că în cele din urmă, odată cu trecerea timpului, durerea lăuntrică a Philomelei va „muți” în fața evenimentelor ce vor urma în viața acesteia. 
În poezia de dragoste a lui Philip Sidney (1554-1586) „Privighetoarea”, naratorul lui Sydney, care este îndrăgostit de o femeie pe care nu o poate avea, își compară propria situație romantică cu situația lui Philomela și susține că el are mai multe motive să fie trist. Cu toate acestea, critica literară recentă a catalogat această afirmație drept sexistă și o consideră o marginalizare nefericită a violului traumatic al lui Philomela. Sydney susține că violul a fost un „exces de dragoste” și spune că este mult mai greu să fii privat întru totul de iubire, declarație care este susținută și de versul, „Deoarece a dori este mai dureros decât a avea prea mult”. 
Dramaturgul și poetul William Shakespeare (1564-1616) folosește frecvent mitul lui Philomela - utilizarea cea mai remarcabilă fiind găsită în tragedia sa Titus Andronicus (c. 1588-1593) unde personajele fac referire directă la Tereus și Philomela atunci când discută violului și mutilarea Laviniei săvârșite de Aaron, Chiron și Demetrius.  Aluzii remarcabile la Philomela apar și în reprezentarea Lucreției în Violul Lucreției,   în ilustrarea lui Imogen în piesa de teatru Cymbeline,  și în cântecul de leagăn al lui Titania în Visul unei nopți de vară, unde ea o roagă pe Philomela să „cânte în dulcele nostru cântec de leagăn”.  În Sonetul 102, Shakespeare se adresează iubitei și își compară poezia de dragoste cu cântecul privighetorii, menționând că „imnurile ei îndoliate au amuțit noaptea” (versul 10) și că el, ca poet, își va "ține gura” (versul 13), astfel încât să nu ne plictisească cu cântecul lui, și va lăsa cântecul mai frumos al privighetorii să se audă.    Emilia Lanier (1569-1645), o poetă care este considerată de unii specialiști femeia care este descrisă în poezia lui William Shakespeare ca fiind „ Doamna întunecată ”, face mai multe trimiteri la Philomela în poezia sa „Descrierea lui Cookeham” din volumul Salve Deus Rex Judaeorum (1611). Poemul lui Lanier, dedicat lui Margaret Clifford, contesa de Cumberland, și fiicei sale, Lady Anne Clifford, vorbește despre „feluritele balade” ale lui Philomela (versul 31) și, mai târziu, despre „îndoliatul ei cântec” (versul 189). 
Imaginea privighetorii apare frecvent în poeziile din acea perioadă, aceasta și cântecul ei fiind considerate de poeți un exemplu de bucurie și veselie sau un exemplu de melancolie, întristare și jale. Cu toate acestea, mulți folosesc privighetoarea ca simbol al tristeții, dar fără o legătură directă cu mitul lui Philomela. 

### În lucrările clasice și romantice

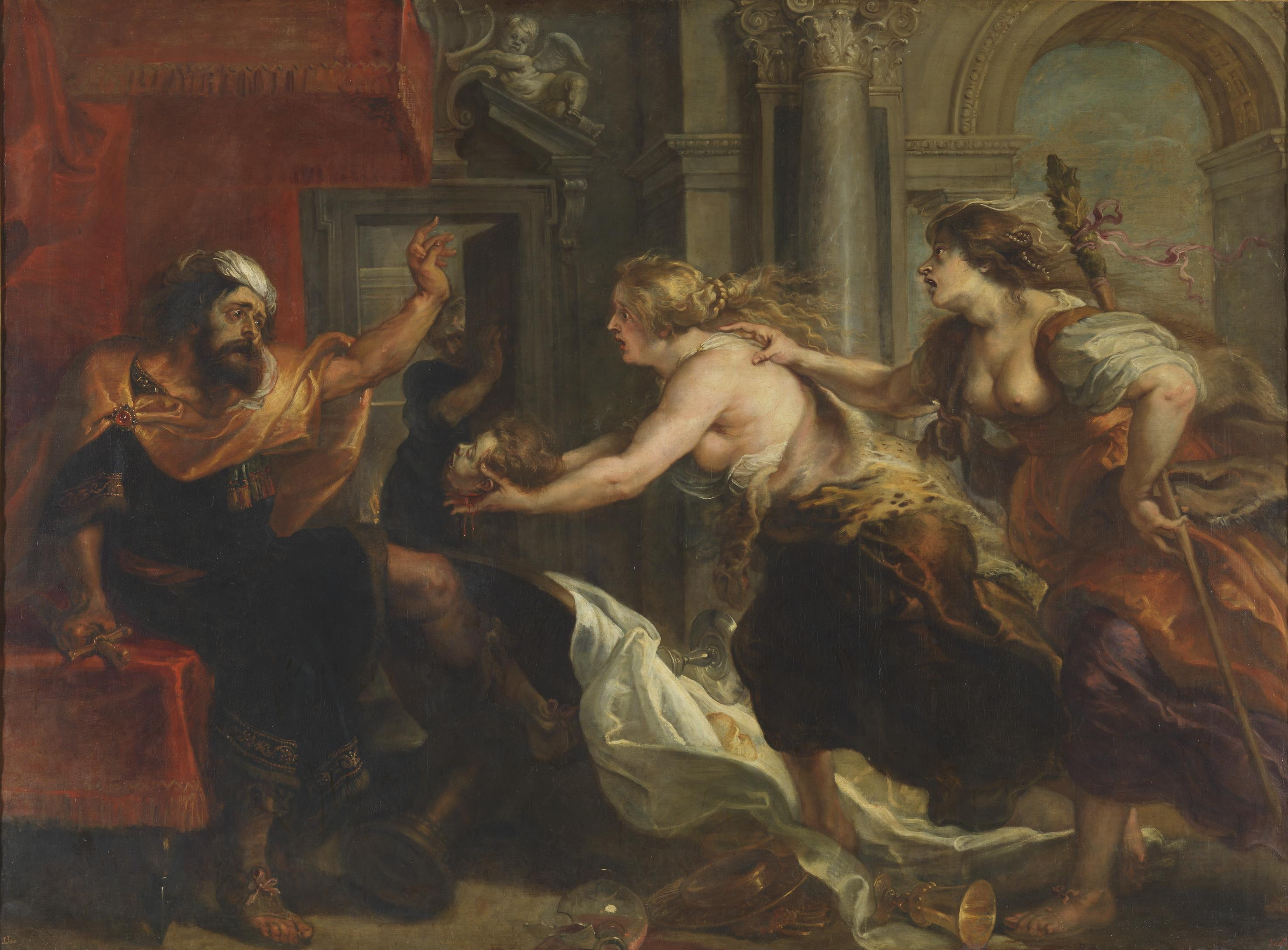
Tereus Confronted with the Head of his Son Itylus, tablou care îl înfățișează pe Tereus atunci când îi este adus capul fiului său Itylus (pictură în ulei pe pânză, pictat 1636–1638), una dintre lucrările târzii ale pictorului baroc flamand Peter Paul Rubens (1577-1640) (Muzeul Prado din Madrid, Spania)

Poeții din epoca romantică au prelucrat mitul și au asociat imaginea privighetorii, împreună cu cântecul acesteia, cu un poet și un „maestru al unei arte superioare care ar putea inspira poetul omenesc”.   Pentru unii poeți romantici, privighetoarea chiar a început să capete calități de muză. John Keats (1795-1821), în „Odă privighetorii ” (1819) idealizează privighetoarea ca un poet care a descoperit și creat poezia pe care însuși Keats își dorește să fi fost capabil să o scrie. Keats folosește mitul lui Philomela în „ The Eve of St. Agnes ” (1820), unde violul Madelinei săvârșit de Porphyro oglindește violul lui Philomela săvârșit de Tereus.  Contemporan cu poetul Keats, poetul Percy Bysshe Shelley (1792-1822) a invocat o imagine similară a privighetorii, scriind în „O apărare a poeziei ” că „un poet este o privighetoare care stă în întuneric și cântă pentru a-și înveseli propria solitudine cu sunete dulci; ascultătorii săi sunt ca bărbații atrași de melodia unui muzician nevăzut, care simt că sunt mișcați și înduioșați, dar nu știu din ce cauză ”.
În Franța, Philomèle a fost o operă care a pus în scenă povestea mitului, produsă de Louis Lacoste in timpul domniei lui Ludovic al XIV-lea.
Publicată pentru prima dată în colecția Balade lirice, poezia „Privighetoarea” (1798) reprezintă un efort al lui Samuel Taylor Coleridge (1772-1834) de a elimina preconcepția cum că melodia privighetorii este una melancolică și, în schimb, o asociază cu experiențele frumoase trăite în natură. El a remarcat că „în natură nu există nimic melancolic” (versul 15), spunând că „nu putem astfel profana / Vocile dulci ale naturii, mereu pline de iubire / Și de bucurie!” (versurile 40–42). 

În concluzia poeziei, Coleridge scrie despre un tată care își duce fiul afară în timpul nopții deoarece acesta plânge. Imediat ce acesta vede luna, plânsetele lui încetează, devenind captat de frumusețea nopții. Tatăl speră că odată ce copilul va auzi cântecele melodioase din natură, acesta va învăța să asocieze nopțile cu sentimente de bucurie și veselie. 
 Coleridge și prietenul său William Wordsworth (1770-1850), care a numit privighetoarea o „inimă înflăcărată”,  au înfățișat-o „ca un exemplu al creației poetice naturale” și ca „vocea naturii”. 
Alte menționări notabile includ:
- În serialul Vanity Fair (1847–1848) al lui William Makepeace Thackeray, Becky Sharp le mimează pe Clitemnestra (ucigașa regelui) și Philomela (muta batjocorită a regelui, care a cauzat la uciderea acestuia) în fața Prințului Regent al Angliei. Mai mult, interpretarea lui Philomela realizată de Becky este stilizată după piesele din epoca lui Ludovic al XIV-lea, acest lucru făcând aluzie la posibilitatea ca ea să devină o altă marchiză de Maintenon.
- În poezia „Philomela” (1853) a poetului englez Matthew Arnold (1822-1888), poetul aude plânsetul unei privighetori și o întreabă dacă aceasta poate găsi pace și vindecare în zonele provinciale engleze, departe de Grecia, deși își lamentează durerea și pasiunea „pe vecie”.
- În poezia sa din 1881, "Povara lui Itys", Oscar Wilde îl descrie pe Itys ca fiind simbolul artei grecești și al plăcerii, contrastându-l cu Hristos. Peisajul Greciei este, de asemenea, comparat cu peisajul Angliei, mai exact cu Oxford și Kent.
- Algernon Charles Swinburne (1837–1909) a scris o poezie numită „Itylus”, bazată pe povestea în care Philomela și Procne, după ce au fost transformate în privighetoare și rândunică, se întreabă când vor uita durerea provocată de uciderea lui Itylus - răspunsul fiind că vor uita când se va sfârși lumea.
- Poeta engleză Ann Yearsley (1753-1806), lamentând suferințele sclavilor africani, invocă mitul și spune că melodia ei „o va învăța pe mâhnita Philomel o notă mai puternică ” , în poezia ei aboliționistă „A Poem on the Inumumanity of the Slave-Trade” (1788) [64]
- În „A la Juventud Filipina”, eroul național filipinez José Rizal (1861-1896), a folosit imaginea lui Philomela ca inspirație pentru tinerii filipinezi pentru a-i îndemna să își folosească vocile pentru a vorbi despre nedreptatea spaniolă și opresiunea colonială. [65]

### În lucrările moderne

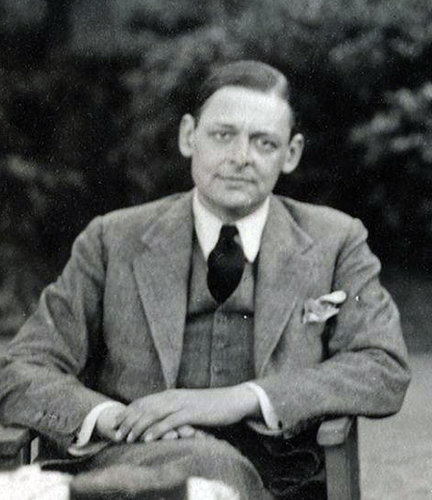
Poezia poetului T. S. Eliot „Țara pustie”, publicată în 1922, include elemente ale mitului lui Philomela

Mitul lui Philomela este perpetuat în mare parte deoarece apare în poezii sub forma unui procedeu literar. În secolul XX, poetul american-britanic T. S. Eliot (1888-1965) a făcut o trimitere directă la mit în cel mai cunoscut poem al său, „ Țara pustie ” (1922), unde vorbește despre schimbarea forțată a lui Philomela realizată de regele barbar, și despre vocea „inviolabilă” a privighetorii. 
 Eliot folosește mitul pentru a înfățișa teme de întristare, durere și faptul că singura recuperare sau regenerare posibilă este prin răzbunare.  Multe dintre aceste menționări fac referire la redările altor poeți ale mitului, inclusiv cele ale lui Ovidiu și Gascoigne. Referirile lui Eliot la privighetoarea care cântă lângă mănăstire în „Sweeney și privighetorile” (1919–2020) sunt o referire directă la uciderea lui Agamemnon din tragedia lui Eschylus - în care dramaturgul grec a evocat direct mitul lui Philomela. Poezia îl descrie pe Sweeney ca fiind o brută și spune că două femei din poem conspiră împotriva lui deoarece au fost maltratate de acesta. Acest lucru reflectă nu numai elementele morții lui Agamemnon în piesa de teatru a lui Eschylus, ci și răzbunarea surorii împotriva lui Tereus descrisă în mit.
În poezia „To the Nightingale”, poetul și fabulistul argentinian Jorge Luis Borges (1899–1986) își compară eforturile lui ca poet cu lamentarea păsării, deși nu a auzit-o niciodată. El descrie cântecul acesteia ca fiind „încrustat cu mitologie” și spune că evoluția mitului l-a distorsionat - că opiniile altor poeți și scriitori i-a împiedicat atât pe poet, cât și pe cititor să audă de fapt sunetul original și să cunoască esența melodiei.
Mai mulți artiști au folosit relatarea lui Ovidiu pentru traduceri și lucrări noi, sau au adaptat povestea pentru scenă. Poetul britanic Ted Hughes (1930–1998) a folosit mitul în lucrarea sa din 1997, Povești din Ovidiu (1997), care este o traducere destul de „liberă„ și o repovestire a douăzeci și patru de povești din Metamorfozele lui Ovidiu. Atât dramaturgul israelian Hanoch Levin (în Marea prostituată din Babilion), cât și dramaturgul englez Joanna Laurens (în Cele trei păsări) au scris piese bazate pe această poveste. Cel mai recent, povestea a fost adaptată într-o operă de compozitorul scoțian James Dillon, în 2004,  și într-o compoziție vocală în 1964 de compozitorul american Milton Babbitt, cu text de John Hollander. 
Mai multe scriitoare au folosit mitul lui Philomela pentru a explora subiectele violului, femeilor și puterii (emancipare) și teme feministe, inclusiv romanciera Margaret Atwood în romanul ei Privighetoare publicat în The Tent (2006), Emma Tennant în povestea sa „Philomela”, Jeannine Hall Gailey care folosește mitul în mai multe poezii publicate în Becoming the Villainess (2006) și Timberlake Wertenbaker în piesa ei Iubirea privighetorii (1989) (ulterior adaptată într-o operă cu același nume compusă de Richard Mills). Mai recent, dramaturga canadiană Erin Shields a adaptat mitul în piesa ei If We Were Birds (2011), care a câștigat premiul pentru dramă oferit la Premiile Guvernatorului General din 2011.

## Legături externe
Materiale media legate de Philomela la Wikimedia Commons